# Bracon rostratus
Bracon rostratus är en stekelart som beskrevs av Vladimir Ivanovich Tobias 1972. Bracon rostratus ingår i släktet Bracon och familjen bracksteklar. Inga underarter finns listade.